# Jan Macha
Jan Macha, właśc. Jan Franciszek Macha (przyd. „Hanik”; ur. 18 stycznia 1914 w Chorzowie Starym, zm. 3 grudnia 1942 w Katowicach) – polski ksiądz rzymskokatolicki, sportowiec (szczypiornista), działacz ruchu oporu, zamordowany podczas II wojny światowej w więzieniu przez Niemców oraz błogosławiony Kościoła katolickiego.

## Życiorys

### Lata dzieciństwa i młodości
Urodził się na Górnym Śląsku 18 stycznia 1914 w wielodzietnej rodzinie robotniczej, jako pierwsze dziecko Pawła (mistrza ślusarskiego, związanego z Hutą „Kościuszko” w Chorzowie) i Anny z domu Cofałka. Miał pięcioro rodzeństwa: Jadwigę (zmarłą w dzieciństwie), urodzoną martwą kolejną siostrę nieznanego imienia, Piotra, Różę i Marię. Dwa dni później (20 stycznia) został ochrzczony w kościele św. Marii Magdaleny w Chorzowie jako Jan Franciszek. W latach 1921–1924 uczył się w szkole podstawowej w Chorzowie, a następnie w okresie 1924–1933 pobierał naukę w Państwowym Gimnazjum Klasycznym im. Odrowążów w Królewskiej Hucie, kończąc je 29 czerwca 1933 egzaminem maturalnym. W szkole był członkiem kilku kółek zainteresowań: literackiego, historycznego i sportowego, a w swojej parafii należał do Katolickiego Stowarzyszenia Młodzieży i Żywego Różańca.
16 czerwca 1925 otrzymał w kościele św. Jadwigi Śląskiej w Chorzowie sakrament bierzmowania z rąk administratora apostolskiego na Górnym Śląsku ks. Augusta Hlonda (późniejszego kardynała i prymasa Polski), przyjmując imię Stanisław. Był młodzieńcem wysportowanym, nawiązując kontakt z klubem sportowym Azoty Chorzów, gdzie zaczął trenować piłkę ręczną. Wraz z drużyną szczypiornistów kilkakrotnie sięgał po tytuł mistrza Śląska, a w 1933 wywalczył z nią tytuł wicemistrza Polski.

### Powołanie kapłańskie
Religijna atmosfera domu rodzinnego była powodem jego zainteresowania się duchowością, a następnie podjęcia wyboru drogi życia kapłańskiego. Duży wpływ na wybór tej drogi miał ks. Stefan Szwajnoch, proboszcz parafii św. Marii Magdaleny w Chorzowie (1925–1938). Tuż po maturze (1933) starał się o przyjęcie do Wyższego Śląskiego Seminarium Duchownego w Krakowie, ale z powodu braku miejsc, w wyniku dużej ilości zgłoszeń nie został przyjęty. Podjął wówczas studia na Wydziale Prawa i Administracji Uniwersytetu Jagiellońskiego w Krakowie, ale po roku je przerwał, podejmując kolejną próbę dostania się do Seminarium. Ówczesny proboszcz parafii ks. Szwajnoch wystawił mu wtedy następującą opinię:  

Nie mam żadnej wątpliwości co do szczerości zamiaru jego, wynikającego z głębokiego ducha religijnego i z dobrej intencji służenia Kościołowi i wierze św. (…) Petent często przystępuje i przystępował do sakramentów św. W kościele widuję go codziennie. Nie otrzymawszy w roku ubiegłym przyjęcia do Seminarium, studiował prawo. I w tym czasie był częstym gościem u stołu Pańskiego. W towarzystwach kościelnych, zwłaszcza w S.M.P. był czynnym i ruchliwym członkiem i chętnie wygłaszał tam referaty na tematy apologetyczne. Młodzieży świecił dobrym przykładem trzeźwości i wstrzymaniem się od palenia. Zawsze odznaczał się skromnością, łagodnością i uczynnością wobec bliźnich.

W 1934 został przyjęty na Wydział Teologiczny Uniwersytetu Jagiellońskiego. Był aktywnym członkiem kilku stowarzyszeń katolickich: Bratniej Pomocy, Arcybractwa Straży Honorowej Najświętszego Serca Pana Jezusa i Akcji Katolickiej. Ponadto jako alumn wygłosił kilka seminaryjnych referatów, na różne tematy teologiczne: „Organizacja i zadania Zarządu Stowarzyszenia Młodzieży Polskiej”, „Kwestia robotnicza w encyklice Rerum Novarum”, „Ideał dobrego katolika”, „Wyższe szkolnictwo misyjne w krajach pogańskich” czy „Zadania wychowawcze szkoły”. Święcenia diakonatu przyjął 1 maja 1938. Pracę magisterską „Monografia Starego Chorzowa parafii św. Marii Magdaleny” obronił 15 czerwca 1939 z wynikiem bardzo dobrym, otrzymując dyplom magistra teologii.
Święcenia kapłańskie przyjął 25 czerwca 1939 w kościele Świętych Apostołów Piotra i Pawła w Katowicach z rąk biskupa Stanisława Adamskiego. Dwa dni później (27 czerwca) odprawił mszę prymicyjną w swoim kościele parafialnym św. Marii Magdaleny w Chorzowie Starym. Na obrazku prymicyjnym neoprezbiter napisał słowa św. Tomasza Apostoła: „Pan mój i Bóg mój”.
Pracę kapłańską rozpoczął w rodzinnej parafii w 1939 w zastępstwie wikariusza, a od 10 września 1939 został wikariuszem w parafii św. Józefa w Rudzie. Widząc jak okupant niszczy kulturę polską oraz znając trudną sytuacją niektórych rodzin, których mężowie, ojcowie i synowie zostali aresztowani, rozstrzelani czy wywiezieni do obozów koncentracyjnych zaczął organizować pomoc materialną oraz duchową dla nich. Poza pracą charytatywną włączył się również w działalność patriotyczną. W Rudzie założono wówczas tajną organizację konspiracyjną o nazwie Polska Organizacja Zbrojna, będąca częścią Polskich Sił Zbrojnych, której zebrania członków odbywały się w prywatnych mieszkaniach lub na plebanii. Został komendantem grupy akademickiej wraz z harcerzami, której nadano kryptonim „Konwalia”. Organizacja wydawała gazetkę o nazwie „Świt”. Najważniejszym zadaniem dla niego było wówczas prowadzenie tzw. Opieki Społecznej.

### Aresztowanie za działalność konspiracyjną
W wyniku denuncjacji niektórych osób, kolaborujących z Niemcami, od początku 1941 był on śledzony przez policję, a dwa razy był nawet wzywany przez Gestapo na przesłuchanie w celu złożenia wyjaśnień. 5 września 1941 został on aresztowany na dworcu w Katowicach i tymczasowo osadzony w więzieniu policyjnym w Mysłowicach (niem. Ersatz-Polizei Gefängnis Myslowitz). Tam spotkał się z aresztowanym niedługo po nim znajomym klerykiem Joachimem Gürtlerem. W czasie licznych przesłuchań poddawany był szykanom, poprzez m.in. bicie tzw. „bykowcem” czy kopanie. Następnie 13 listopada 1941 został przewieziony do więzienia w Mysłowicach, gdzie wobec współwięźniów pełnił posługę spowiednika. W marcu 1942 dostarczono mu akt oskarżenia, w którym stwierdzono m.in. (jak napisał on w jednym z zachowanych listów więziennych kierowanych do rodziny):

 Jestem oskarżony o to, że działając jako Polak, powagę i dobro niemieckiego narodu i Państwa poniżyłem i szkodziłem im, podejmując działanie, oderwania części do Państwa Niemieckiego należącego, co kwalifikuje się jako zdrada stanu.

W czerwcu 1942 został on przewieziony do więzienia w Katowicach przy ul. Mikołowskiej, a 17 lipca tegoż roku odbyła się rozprawa w gmachu sądu przy ul. Andrzeja w Katowicach. Po kilkugodzinnej rozprawie, przesłuchaniu świadków – gestapowców Baucza i Gawlika oraz mowie obronnej oskarżonego sędziowie skazali go na karę śmierci przez ścięcie za zdradę stanu. Ksiądz Macha przyjął wyrok ze spokojem, natomiast konsekwencją jego wydania były liczne interwencje podjęte w jego obronie przez różne osoby. Ówczesny wikariusz generalny diecezji katowickiej, ks. Franz Wosnitza wystosował niezwłocznie pismo do Prokuratora Generalnego w Katowicach, a także poinformował o wyroku nuncjusza apostolskiego w Berlinie abp. Cesare Orsenigo i bp. Heinricha Wienkena, prosząc o interwencję u ministra sprawiedliwości III Rzeszy.
Od dnia aresztowania jego rodzina podejmowała liczne starania zmierzające do jego uwolnienia, a po ogłoszonym wyroku jego matka Anna udała się nawet z adwokatami do Berlina, by u kanclerza Adolfa Hitlera prosić o ułaskawienie. Starania te okazały się jednak bezskuteczne.

### Egzekucja
2 grudnia 1942 o godz. 20:00 do jego celi przyszedł kapelan więzienny ks. Joachim Besler. Ze wspomnień ks. Beslera jakie pozostały po tej wizycie, pozostał następujący obraz skazanego:

Ks. Jan Macha przystąpił do spowiedzi św., napisał list pożegnalny do rodziny i przekazał kapelanowi dyspozycje dotyczące jego rzeczy osobistych. Do końca zachował spokój. W liście dziękował bliskim za wszystko, prosił o przebaczenie i polecał się Miłosierdziu Bożemu. Przed śmiercią odmówił brewiarz i włożył do niego kartkę z napisaną własnoręcznie tym razem po polsku notatką: „Ks. Jan Macha stracony 2 XII 1942”. Brewiarz wraz z kielichem, który otrzymał na prymicje polecił przekazać przyjacielowi, ks. Antoniemu Gaszowi. Prosił rodziców, by pozdrowili ks. proboszcza i przyjaciół oraz by nie zapomnieli o modlitwie za niego.

Egzekucja odbyła się krótko po północy, 3 grudnia 1942 przez ścięcie gilotyną w specjalnie przygotowanym pomieszczeniu więzienia w Katowicach przy ul. Mikołowskiej. Była to duża sala przegrodzona kurtyną, wykładana białymi kafelkami, za którą ustawiono gilotynę. Obok niej znajdowała się ławeczka, po lewej kran i wąż do zmywania krwi, a po prawej stawiano drewniane skrzynie, wypełnione trocinami. Ścięta głowa spadała do koszyka przyczepionego do gilotyny. Jego ciało zostało wywiezione prawdopodobnie do obozu koncentracyjnego Auschwitz i spalone w obozowym krematorium. Warto dodać, że tego samego dnia (3 grudnia) został również ścięty skazany kleryk Joachim Gürtler. Tuż przed śmiercią ks. Macha napisał pożegnalny list do rodziny o następującej treści, będący swoistym testamentem:

Kochani Rodzice i Rodzeństwo! Niech będzie pochwalony Jezus Chrystus. To jest mój ostatni list. Za cztery godziny wyrok będzie wykonany. Kiedy więc ten list będziecie czytać mnie nie będzie już między żyjącymi. Zostańcie z Bogiem! Przebaczcie mi wszystko! Idę do Wszechmogącego Sędziego, który mnie teraz osądzi. Mam nadzieję, że mnie przyjmie. Moim życzeniem było pracować dla niego, ale nie było mi to dane. Dziękuję za wszystko! Do widzenia tam w górze u Wszechmogącego. (...) Pozdrówcie wszystkich moich kolegów i znajomych. Niechaj w modlitwach swoich pamiętają o mnie. Dziękuję za dotychczasowe modlitwy i proszę też nie zapominać o mnie w przyszłości. Pogrzebu mieć nie mogę, ale urządźcie mi na cmentarzu cichy zakątek, żeby od czasu do czasu ktoś o mnie wspomniał i zmówił za mnie „Ojcze nasz”. Umieram z czystym sumieniem. Żyłem krótko, lecz uważam, że swój cel osiągnąłem. Nie rozpaczajcie! Wszystko będzie dobrze. Bez jednego drzewa las lasem zostanie. Bez jednej jaskółki wiosna też zawita, a bez jednego człowieka świat się nie zawali (...) Pozostało mi bardzo mało czasu. Może jeszcze jakie trzy godziny a więc do widzenia! Pozostańcie z Bogiem. Módlcie się za waszego Hanika.

## Proces beatyfikacyjny
Ze względu na pamięć ludzi, którzy zginęli podczas II wojny światowej, broniąc depozytu wiary Kościoła katolickiego, w tym duchowieństwa oraz skazanego i zamordowanego ks. Jana Machy, archidiecezja katowicka podjęła w 2012 starania celem wyniesienia go na ołtarze. 10 stycznia 2013 abp Wiktor Skworc powołał dekretem komisję historyczną, celem zebrania dokumentacji potrzebnej do przeprowadzenia procesu beatyfikacyjnego w następującym składzie:
- ks. prof. dr hab. Jerzy Myszor – przewodniczący komisji
- ks. dr Henryk Olszar – członek komisji
- ks. Bartłomiej Bober – członek komisji

15 stycznia 2013 postulatorem procesu na szczeblu diecezjalnym mianowano ks. dr. Damiana Bednarskiego. Na 361. zebraniu plenarnym Konferencji Episkopatu Polski w Warszawie, 6 marca 2013 wydano zgodę na rozpoczęcie procesu jego beatyfikacji, a 2 października tegoż roku Stolica Apostolska wydała dekret tzw. nihil obstat, czyli zgodę na wszczęcie procedury jego beatyfikacji.
Uroczyste otwarcie procesu diecezjalnego nastąpiło 24 listopada 2013 w archikatedrze Chrystusa Króla w Katowicach przez abp. Skworca, który powołał trybunał beatyfikacyjny w następującym składzie:
- ks. dr Grzegorz Stephan – delegat biskupa
- ks. dr Wojciech Surmiak – promotor sprawiedliwości
- s. Małgorzata Oczkowicz SDS – notariusz

Odtąd przysługiwał mu tytuł Sługi Bożego. Diecezjalny etap tego postępowania zamknięto 4 września 2014, a akta przekazano Kongregacji Spraw Kanonizacyjnych w Rzymie, celem dalszego postępowania. 12 listopada 2015 postulatorem generalnym został mianowany ks. dr Damian Bednarski. 14 września 2016 Kongregacja Spraw Kanonizacyjnych wydała dekret o ważności postępowania diecezjalnego, po czym postulator przystąpił do opracowania tzw. Positio, wymaganego w dalszej procedurze beatyfikacyjnej, które złożono w 2018. 8 maja i 19 czerwca 2018 odbyły się dwie sesje konsultorów komisji historycznej, a 8 listopada tegoż roku posiedzenie konsultorów komisji teologicznej. Następnie 5 listopada 2019 odbyła się sesja kardynałów i biskupów Kongregacji Spraw Kanonizacyjnych, która zaakceptowała dokumentację procesu beatyfikacyjnego, przedkładając papieżowi propozycję jego beatyfikacji. 28 listopada 2019 papież Franciszek podpisał dekret o jego męczeństwie, otwierając drogę do jego beatyfikacji, która została wyznaczona na dzień 17 października 2020 w archikatedrze katowickiej, jednak we wrześniu 2020 ogłoszono o przesunięciu uroczystości na następny rok z powodu sytuacji epidemicznej. 15 czerwca 2021 archidiecezja katowicka poinformowała o nowej dacie beatyfikacji. Beatyfikacja odbyła się 20 listopada 2021 w archikatedrze Chrystusa Króla w Katowicach, a przewodniczył jej w imieniu papieża Franciszka kard. Marcello Semeraro – prefekt Kongregacji Spraw Kanonizacyjnych. Beatyfikacyjny wizerunek błogosławionego namalował prof. Antoni Cygan. Przedstawiciele rodziny (jego dwie siostrzenice i siostrzeniec) eksponowali na mszy św. beatyfikacyjnej jego relikwie: ostatni list do rodziny, wykonany przez niego różaniec oraz poplamioną krwią chusteczkę.
Jego wspomnienie liturgiczne zostało wyznaczone na dzień 2 grudnia.

## Upamiętnienie

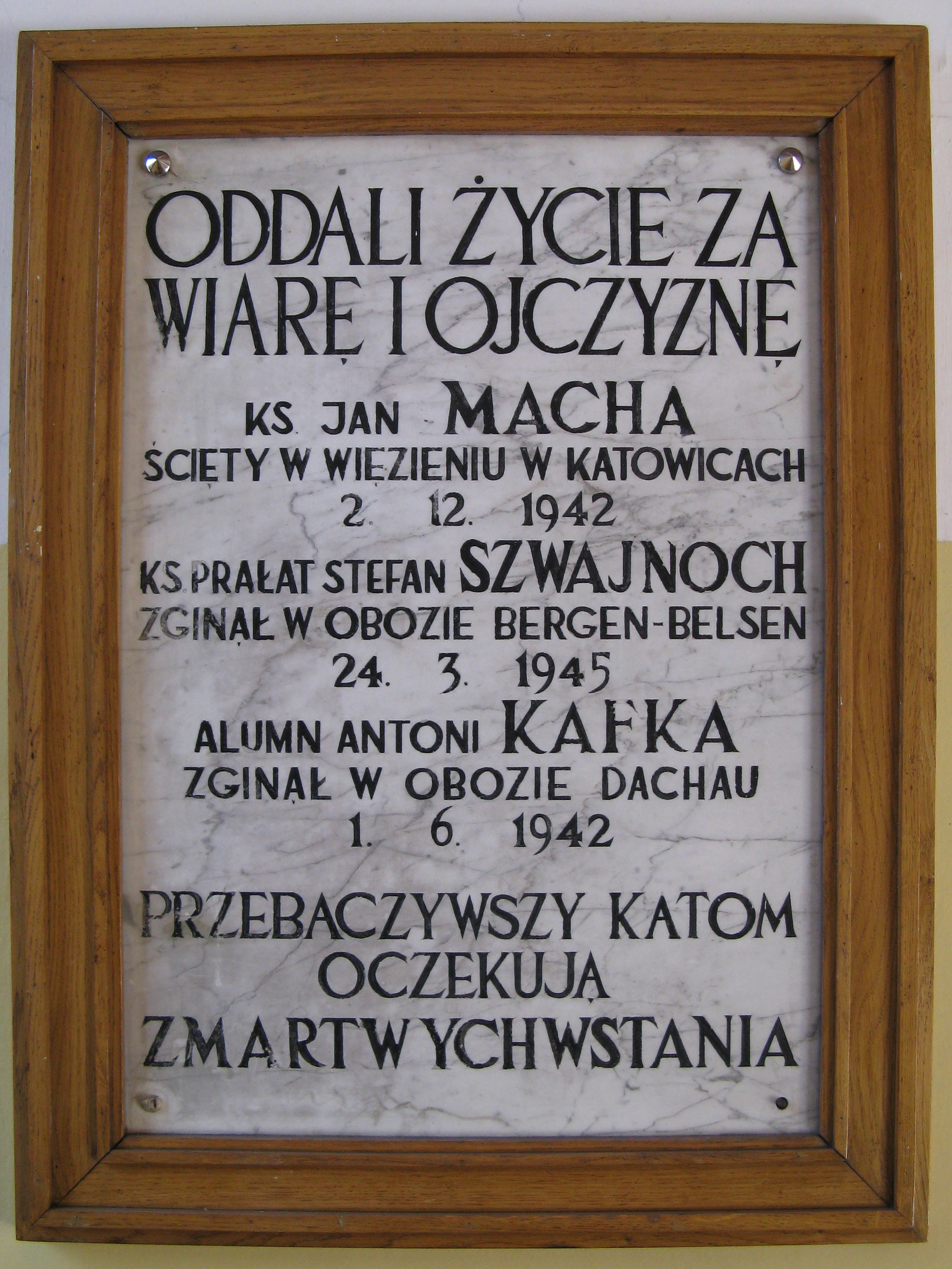
Tablica pamiątkowa w kościele św. Marii Magdaleny w Chorzowie Starym

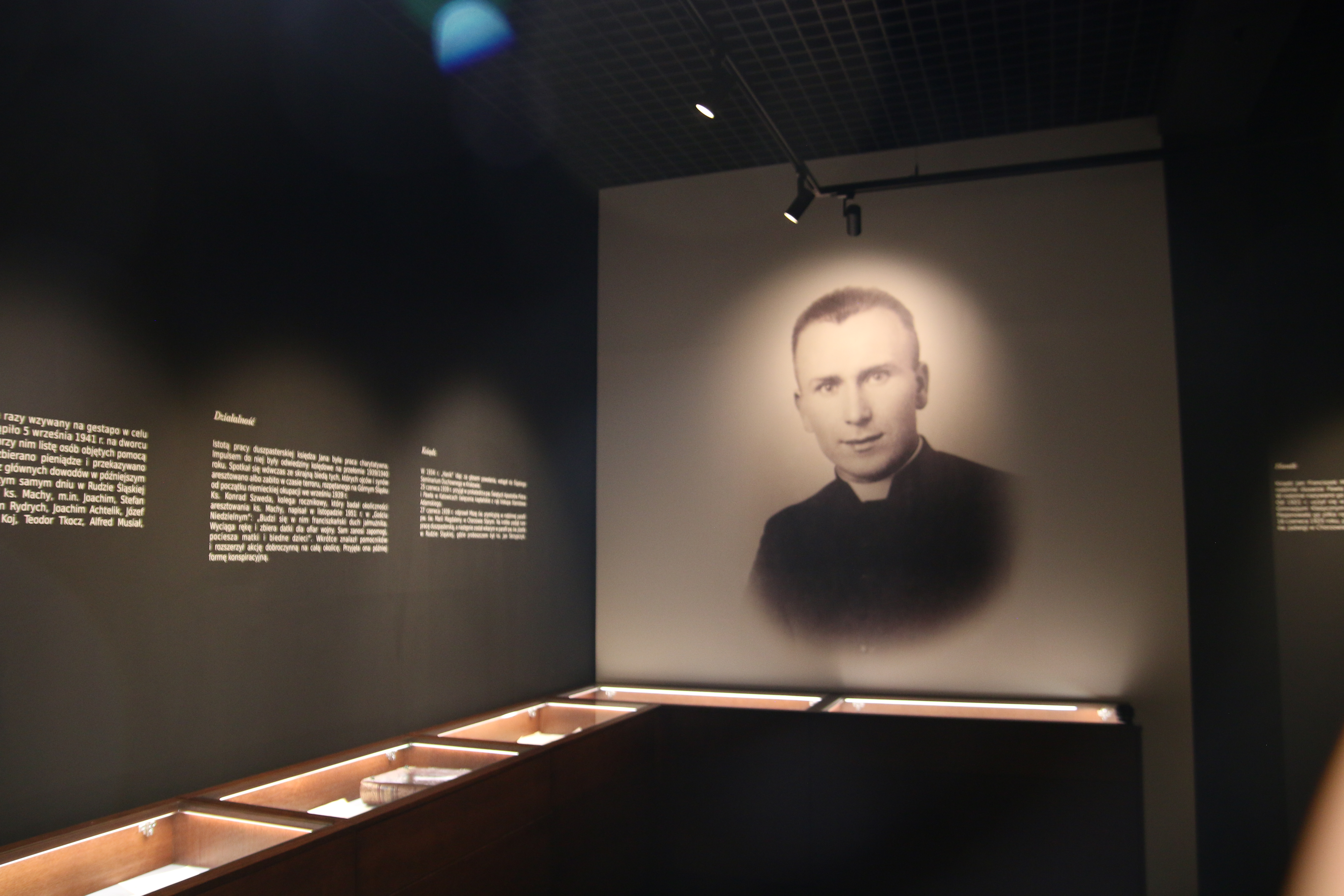
Izba pamięci bł. ks. Jana Machy w Wyższym Śląskim Seminarium Duchownym w Katowicach

- Symboliczny grób ks. Jana Machy – zgodnie z jego ostatnią wolą, przekazaną w liście skierowanym 2 grudnia 1942 do rodziny – znajduje się na starym cmentarzu parafii św. Marii Magdaleny w Chorzowie Starym[10]. Na grobie tym pod krzyżem na postumencie umieszczono następującą inskrypcję:

Ś. P.
Ks. JAN MACHA
UR. 18.1.1914 WYŚW. 25.6.1939
ŚCIĘTY 3.12.1942 W KATOWICACH.
PRZECHODNIU! CIAŁA MOJEGO TU NIE MA
ALE ODMÓW NA TYM MIEJSCU
OJCZE NASZ ZA SPOKÓJ MEJ DUSZY.

- Po zakończeniu wojny, na cmentarzu w Rudzie Śląskiej postawiono pomnik z pamiątkową tablicą ku czci zamordowanych przez hitlerowców, w tym również ks. Jana Machy[24]. Ponadto jest on wpisany na zbiorowych tablicach pamiątkowych w trzech innych miejscach: przy zabytkowym krucyfiksie na tablicy zatytułowanej „Za wiarę i Ojczyznę życie swe dali” - pod datą 1942 widnieje napis Ks. Jan Macha wik. z Rudy Śl. (archikatedra Chrystusa Króla w Katowicach), na tablicy zatytułowanej „Pamięci wychowanków Śląskiego Seminarium Duchownego w Krakowie, którzy zginęli w okresie II wojny światowej 1939 – 1945” (Katowice) oraz na tablicy zatytułowanej „Kapelanom wojskowym poległym i  pomordowanym w latach 1939 - 1956” (katedra polowa Wojska Polskiego Najświętszej Maryi Panny Królowej Polski w Warszawie).
- 27 października 2011 miała miejsce premiera filmu dokumentalnego w reżyserii Dagmary Drzazgi – „Bez jednego drzewa las lasem zostanie”, poświęconego jego osobie[25]. 17 października 2020 odbyła się prezentacja w Telewizji Polskiej innego filmu dokumentalnego jemu poświęconego w reżyserii Wojciecha Królikowskiego „Hanik (Podróż do życia)”[26].
- 26 marca 2014 otwarto w Muzeum w Chorzowie okolicznościową wystawę „Życzeniem moim było pracować dla Niego…” jemu poświęconą[27], a dzień później (27 marca) otwarto inną wystawę przygotowaną przez Bibliotekę Teologiczną Uniwersytetu Śląskiego oraz Zakład Teologii Patrystycznej i Historii Kościoła w holu głównym gmachu Wydziału Teologicznego UŚ w Katowicach, również jemu poświęconą[28]. Kolejną wystawę jemu poświęconą otwarto również 3 października 2014 w Areszcie Śledczym w Katowicach – miejscu jego męczeństwa[28]. Na osiedlu robotniczym Ficinus w Wirku (Ruda Śląska) w 2015 utworzono galerię w formie tablic informacyjnych, prezentującą sylwetki 44 osób, które trwale zapisały się w historii miasta, w tym również osobę ks. Jana Machy[29].
- 18 maja 2017 aula w Zespole Szkół Technicznych nr 2 im. Mariana Batki w Chorzowie (przedwojenne gimnazjum, które on ukończył) otrzymała jego imię[28]. Ponadto został on od 2 grudnia 2021 patronem Wyższego Śląskiego Seminarium Duchownego w Katowicach[30], przy którym została utworzona jego izba pamięci[31].
- W dzielnicy Chorzowa – (Chorzów-Batory) jedną z ulic nazwano jego imieniem (ul. ks. Jana Machy)[32]
- W dniu jego beatyfikacji (20 listopada 2021) Poczta Polska wprowadziła do obiegu okolicznościowy znaczek pocztowy o nominale 4 zł z jego wizerunkiem w nakładzie 144 000 sztuk, projektu Ewy Burdzickiej (wraz z kopertą FDC)[33]
- 23 listopada 2021  w Teatrze Śląskim im. Stanisława Wyspiańskiego w Katowicach odbyła się premiera spektaklu „Oliwny Balsam. Męczeństwo ks. Jana Machy” w reżyserii Mariana Florka, w którym główną rolę Jana Machy zagrał Dawid Ściupidro[34]
- 25 listopada 2021 Rada Miasta Rudy Śląskiej podjęła uchwałę stanowiącą, że oddane do użytku w 2019 rondo u zbiegu ulic Wolności, Magazynowej i Wiktora Brańskiego w dzielnicy Ruda będzie nosić imię bł. ks. Jana Machy[35]
- 18 stycznia 2022 na skwerze ks. Jana Machy w Katowicach (u zbiegu ulic Mikołowskiej i Wincentego Pola) odsłonięto tablicę z płaskorzeźbą błogosławionego[36]